# Maria Theresia von Paradis
Maria Theresia Paradis ou von Paradies (Viena, Austria,  15 de maio de 1759 - Viena, Austria, 1 de fevereiro de 1824) foi uma pianista, cantora e compositora austríaca que perdeu a visão na infância e para quem Mozart escreveu provável seu décimo oitavo concerto de piano K456 em B bemol maior.

## Início da vida
Maria Theresia Paradis era filha de Joseph Anton Paradis, Secretário Imperial de Comércio e Tribunal Conselheiro da Imperatriz Maria Theresa, por ela nomeado. A Imperatriz, no entanto, não era sua madrinha, como foi muitas vezes acreditado. Entre as idades de 2 e 5 anos, ela perdeu a visão.

## Paradis e oMesmerismo

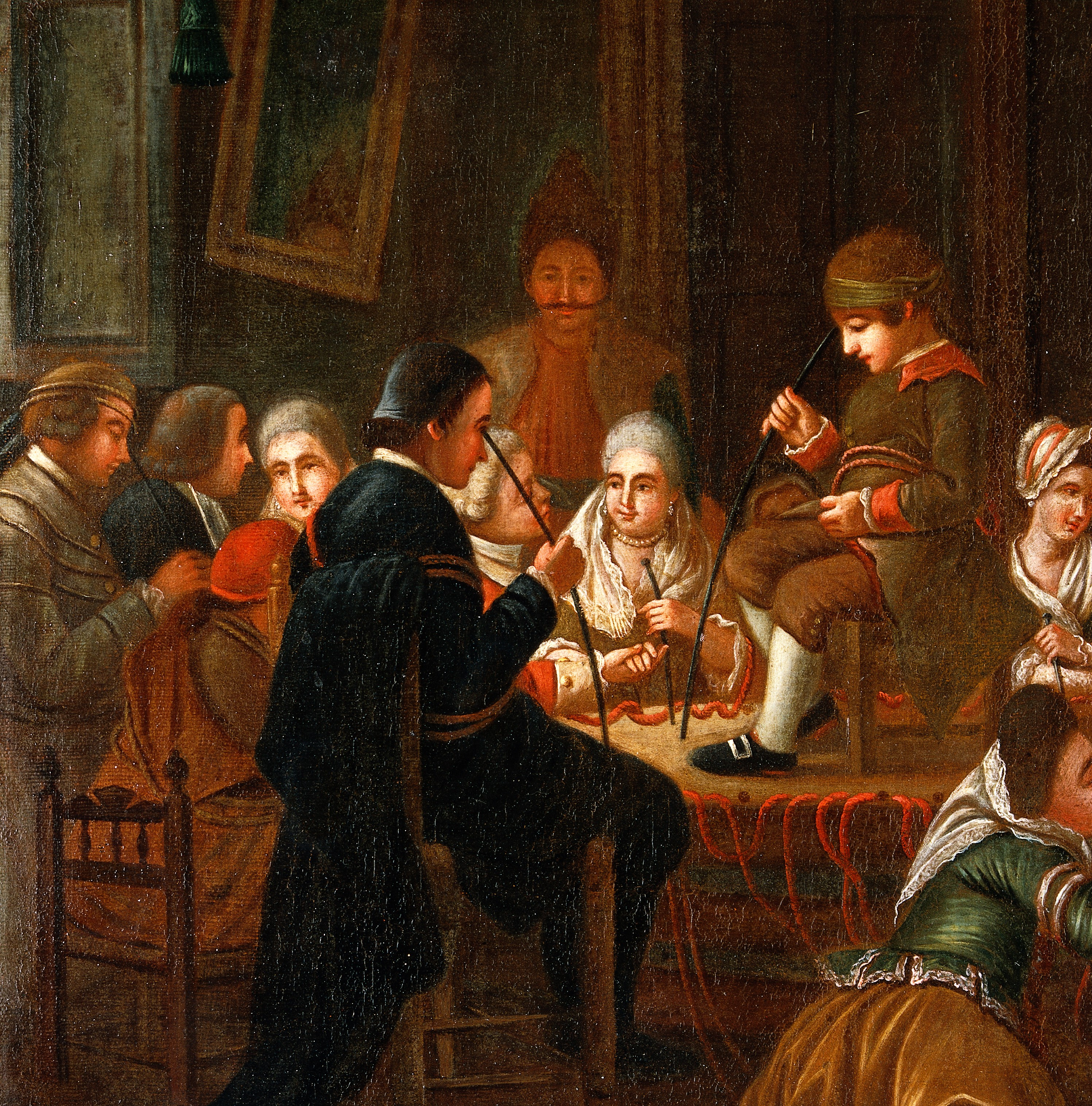
Tratamento oftalmológico pelo magnetismo animal

Paradis foi tratada desde o final de 1776 até meados de 1777 pelo famoso médico e magnetizador suábio Franz Anton Mesmer, o qual foi capaz de melhorar a sua condição temporariamente, através do magnetismo animal, até que ela foi removida de seu cuidado, em meio a preocupações sobre um possível escândalo, e por outro lado com a perda potencial da sua pensão por invalidez nesta partida do Dr. Mesmer a cegueira voltou permanentemente.
| “ | O pai e a mãe da senhorita Paradis, que testemunharam a sua cura e os progressos que ela fazia no uso de seus olhos, apressaram-se a espalhar esse evento e sua satisfação. Acorreu à minha casa uma multidão para disso se assegurar; e cada um, depois de submeter a paciente a uma espécie de teste, retirava-se admirado, dizendo as coisas mais lisonjeiras. | ” |

## Educação musical
Ela recebeu uma educação muito ampla nas artes musicais e teve como mestres:
- Karl Friberth (teoria música e composição)
- Leopold Kozeluch (de piano)
- Vincenzo Righini (cantando)
- Antonio Salieri (canto e composição)
- Georg Joseph Vogler (teoria musical e composição).

## Comissões
Por volta de 1775, Paradis estava se apresentando como cantor a e pianista em vários salões e concertos vienenses.
Ela encomendou várias obras para executar, com destaque para:
- Um concerto de órgão por Antonio Salieri em 1773 (o que está faltando seu segundo movimento);
- A concerto de piano (provavelmente Concerto para Piano No. 18) por Wolfgang Amadeus Mozart em 1784.

| “ | ...subsiste un léger doute sur l'identité du concerto que Mozart a composé pour elle; il pourrait s'agir à l'extrême rigueur du suivant K 459.(...subexiste uma ligeira dúvida sobre a identidade do concerto que Mozart compôs para ela; que poderia estar no extremo rigor da K 459 seguinte.). | ” |

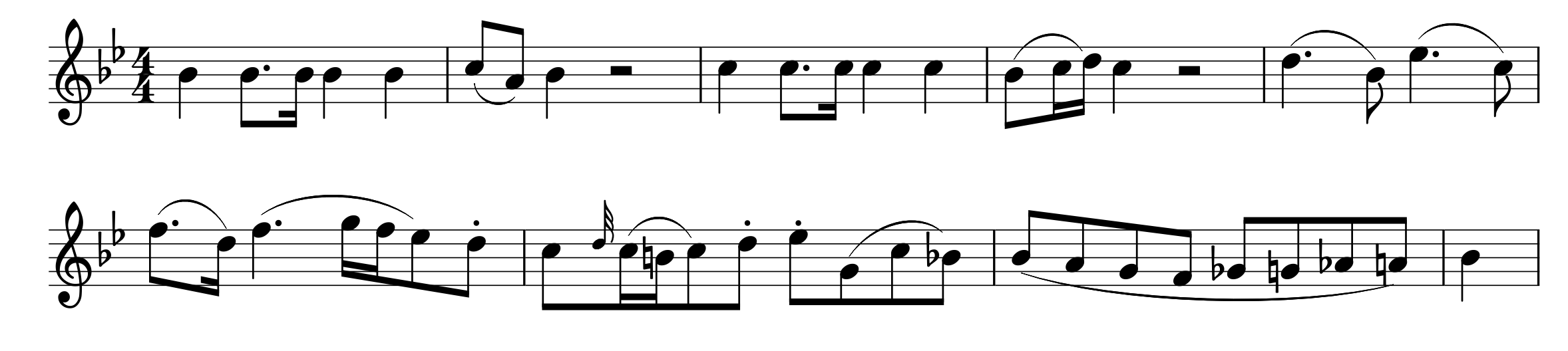
Concerto para Piano No. 18 por Wolfgang Amadeus Mozart

- Um concerto de piano por Joseph Haydn (HXVIII: 4), que foi, possivelmente, o que a lançou em Paris em 1784, mas parece ter sido composto na década de 1770. O manuscrito original se perdeu.

No concerto K. 456, enquanto este concerto é acreditado para ser o primeiro destinado aos Paradis, há questões que continuam em relação a este. A partir de Ruth Halliwell A Família Mozart: Quatro Vidas em um contexto social, lemosː
Leopold (em uma carta de Viena) a Maria Anna Mozart, simplesmente descreveu-aː
| “ | Nannerl Não é certo que este concerto foi desenvolvido para Paris tido como "concerto glorioso" e ainda dito que escrito por Maria Theresia von Paradis. | ” |

é necessário destacar que, Paradis teve uma excelente memória e uma audição excepcionalmente precisa; como ela foi amplamente divulgada por ter aprendido mais de 60 concertos e guardados na memória, assim como um grande repertório de solo e obras religiosas.

## Turnê pela  Europa
No entanto, Paradis não ficou confinada a Viena. Em 1783, ela partiu em uma longa turnê em direção a Paris e Londres, acompanhada por sua mãe e por Johann Riedinger que inventou uma placa de composição para ela.
Em agosto eles visitaram as Mozart em Salzburgo desse ano, embora o diário de Nannerl parece colocar esta reunião, em setembro. Ela tocou em Frankfurt e em outras cidades alemães e Suíça.
Paradis finalmente chegou a Paris, em Março de 1784. O seu primeiro concerto lá foi dado em abril, no “Concert Spirituel”; a revisão no Jornal de Paris para ele comentou:
| “ | ... é preciso tê-la ouvido para formar uma ideia do toque, a precisão, a fluência e vivacidade do seu jogo. | ” |

Tudo o que ela fez conta com um total de 14 aparições em Paris, com excelentes comentários e elogios. Ela também assistiu a Valentin Haüy ("o pai e apóstolo dos cegos") a estabelecer a primeira escola para cegos, que foi inaugurado em 1785.
Ela viajou para Londres no final de 1784, e realizou sua performance ao longo dos meses na corte, Carlton House (a casa do Prince de Wales), e nos Concertos profissionais na “Hanover Square” em Londres , entre outros lugares. Ela interpretou George Frideric Handel para George III e mais tarde acompanhou o príncipe de Gales, que era violoncelista.
No entanto, os seus concertos perderam terreno, onde havia sido mais bem recebido e atendido em Londres do que em Paris. Ela continuou a fazer turnês na Europa Ocidental (incluindo Hamburgo onde se encontrou com Carl Philipp Emanuel Bach), e depois de passar por Berlim e Praga, acabou por retornar a Viena, em 1786. Outros foram feitos planos para dar um concerto na Itália e na Rússia, mas nada veio destes. Ela voltou a Praga, em 1797, para a produção de sua ópera  Rinaldo et Alcina.

## Composições e vida mais tarde
Durante sua turnê pela Europa, Paradis começou a compor música solo para piano, bem como peças para voz e teclado. A primeira música atribuída a ela é freqüentemente citada como um conjunto de quatro sonatas para piano em torno de 1777, mas estes são realmente de Pietro Domenico Paradisi, a quem muito de sua música é muitas vezes erroneamente atribuída. Suas primeiras obras importantes de que existe é a coleção  Zwolf Lied er auf ihrer Reise in Musik gesetzt , composta entre 1784 e 1786. Sua obra mais famosa, o  Sicilienne em mi bemol maior  para quarteto de piano, infelizmente é espúria, pois é derivado de um trabalho de Carl Maria von Weber acreditado como a Sonata para violino (Op. 10 No. 1) e ter sido inventado por seu suposto descobridor, Samuel Dushkin.
Até o ano de 1789, Paradis estava gastando mais tempo com a composição de performance, como o demonstra o fato de 1789-1797 ela compôs cinco óperas e três cantatas. Após o fracasso da ópera  Rinaldo und Alcina  a partir de 1797, ela mudou a sua energia ao longo de mais e mais ao ensino. Em 1808, ela fundou sua própria escola de música em Viena, onde ela ensinava canto, piano e teoria para meninas. A série de concertos de domingo nesta escola contou com o trabalho de seus alunos em circulação. Ela continuou a ensinar, até sua morte em 1824.
Ao compor, ela usou uma placa de composição inventada por Riedinger, seu parceiro e libretista, e para a correspondência uma máquina de impressão da mão inventado por Wolfgang von Kempelen. Suas músicas são em sua maioria representante do estilo operístico, que exibe coloratura e trinados. A influência de Salieri pode ser visto nas cenas compostas de forma dramática. Grande parte do trabalho de palco é modelado no estilo vienense Singspiel, enquanto suas obras para piano mostram uma grande influência de seu professor Leopold Kozeluch.
Theresia von Paradis foi uma referência para Louis Braille. Teresa idealizara um engenhoso aparelho, que permitiria a leitura e a composição de partituras no piano, que fascinou a Braille a criação de seu método.
Maria Theresia von Paradis continuou seu ensino até à sua morte, em 1 de Fevereiro de 1824.

## Lista de obras de Maria Theresa Paradis

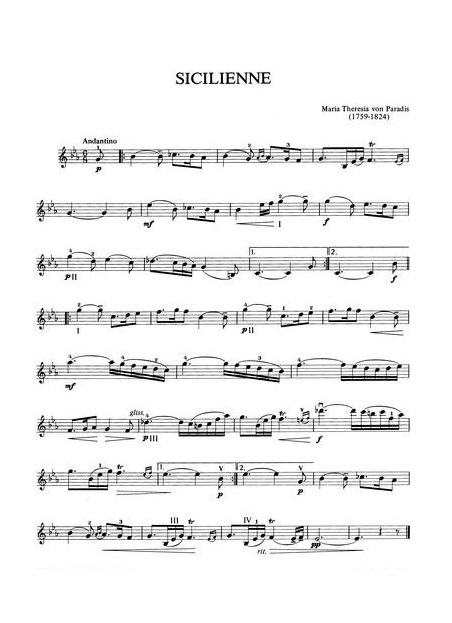
Sicilienne de Theresia von Paradis

### Apresentações de palco
- Ariadne und Bacchus, melodrama, 20 de junho de 1791 (perdido)
- Der Schulkandidat, 5 de dezembro de 1792, parte do Ato 2 e todo o Ato 3 (Abertura: Edições ClarNan; resto perdido)
- Rinaldo und Alcina, Zauberoper, 30 de junho de 1797 (perdido)
- Große militärische Oper 1805 (perdido)
- Zwei Ländliche Opern (perdido)

### Cantatas
- Trauerkantate auf den Tod Leopolds II de 1792 (perdido)
- Deutsches Monumento Ludwigs des Unglücklichen de 1793
- Kantate auf die meines Wiedergenesung Vaters (perdidos)

### Concerto instrumental
- Pianoforte Concerto em G (perdidos)
- Pianoforte Concerto in C (perdido)
- 12 Sonatas para Piano de 1792 (perdido)
- Pianoforte Trio, 1800 (perdido)
- Fantasie em G, pf, 1807
- Fantasie em C, pf, 1811
- Variações de teclado (perdido)
- Uma entfernten meine Lieben, pf (perdidos)
- Várias canções e lieder totalizando pelo menos 18 obras, das quais duas se perderam.

### Composições de Paradis[9]
- Das Gärtnerliedchen aus dem Siegwart
- Lieder auf ihrer Reise in Musik gesetzt
- Morgenlied eines armen Mannes
- Sicilienne in E-flat major